# Church of Spiritual Technology
Die Church of Spiritual Technology (CST) ist eine kalifornische Organisation, die 1982 gegründet wurde und die Copyrights auf sämtliche Werke von L. Ron Hubbard besitzt. Die CST agiert dabei als L. Ron Hubbard Library.
Ihre Einnahmen bestreitet die CST aus Lizenzgebühren und aus dem in ihrem Besitz stehenden Unternehmen Author Services Inc., das gewinnorientiert operiert und die Romanliteratur von Hubbard verlegt und bewirbt.

## Information zur Organisation
Die Church of Spiritual Technology (CST) wurde am 27. Mai 1982 vom Anwalt Sherman D. Lenske gegründet.
Im Jahr 1987 verzeichnete die Church of Spiritual Technology Einnahmen von 503 Millionen Dollar. Nach Aussagen von hochrangigen Ex-Mitarbeitern waren 400 Millionen Dollar über Bankkonten in Liechtenstein, der Schweiz und Zypern verschwunden.
Im Herbst 2021 wurde die CST in Russland als „unerwünschte Organisation“ eingestuft.

## Scientology-Archiv

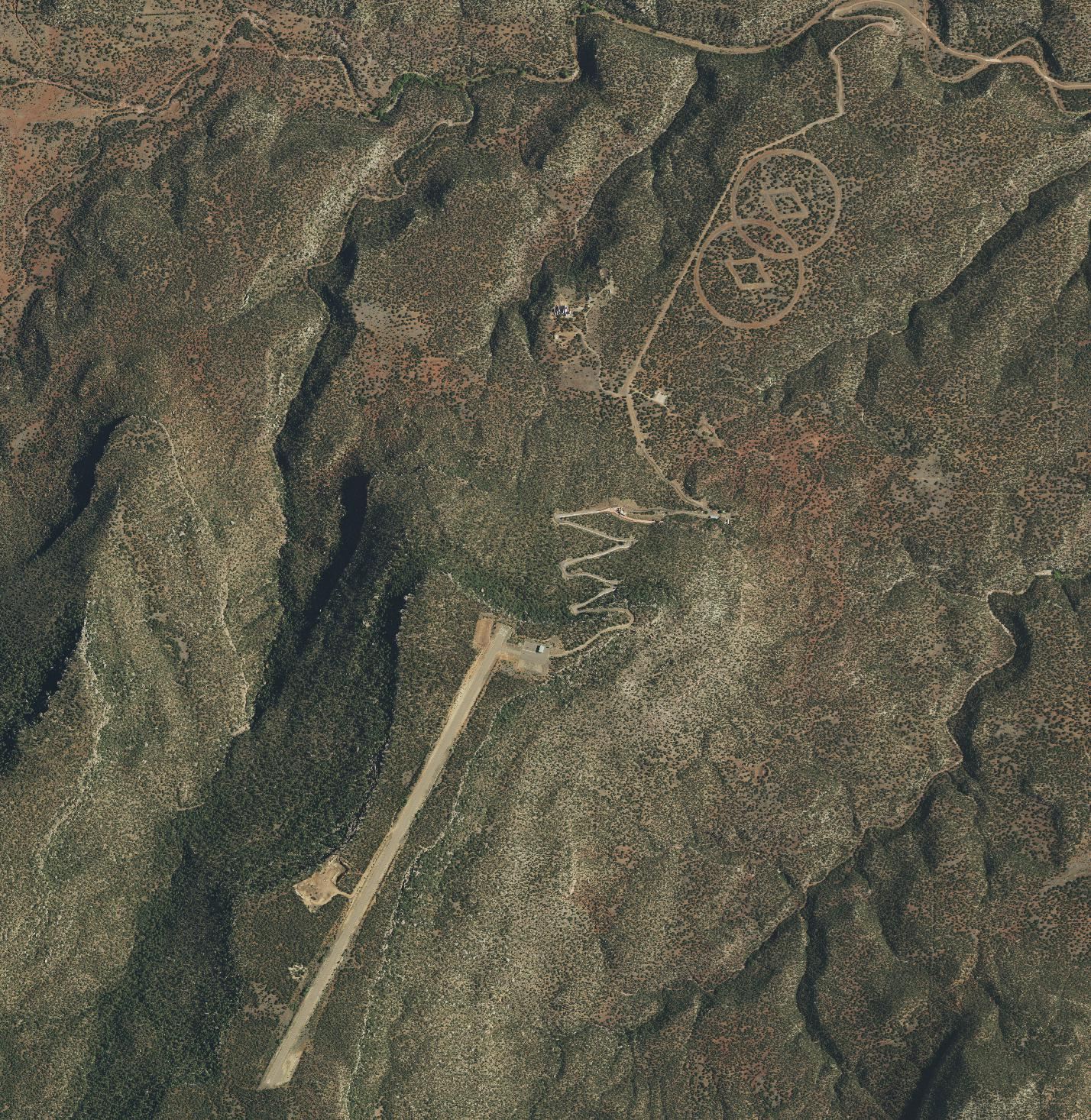
Trementina Base

Die CST initiierte und leitet das Scientology-Archiv, das die Scientology-Schriften L. Ron Hubbards auf rostfreies Stahl überträgt und in Titankapseln, die in verschiedenen Gewölben gelagert werden, aufbewahrt. Zu den aktuellen Standorten zählt die Trementina Base in New Mexico.

## Author Services Inc.
Das am 13. Oktober 1981 von Ron Pock, Norman Starkey, Fran Harris und John Alcock gegründete Unternehmen Author Services Incorporation (ASI) repräsentiert das literarische, theatralische und musikalische Werk von L. Ron Hubbard und vertreibt dieses als Galaxy Press.
Die Gründung der ASI fiel in die Zeit der Umstrukturierung der Scientology-Organisation, in der ein verschachteltes Organigramm geschaffen wurde, um u. a. Geldströme zu verschleiern. Ausführendes Organ war dabei die Commodore’s Messenger Organization (CMO), die neben dem Religious Technology Center (RTC) auch das Wirtschaftsunternehmen Author Services Inc. ins Leben rief. Bei beiden Organisationen war David Miscavige in führender Position tätig und ist dies bis heute als Chairman of the Board des RTC.